# グランド・イリュージョン 見破られたトリック
『グランド・イリュージョン 見破られたトリック』（グランドイリュージョンみやぶられたトリック、原題：Now You See Me 2）は、2016年のアメリカ合衆国のクライム映画。監督はジョン・M・チュウ、出演はジェシー・アイゼンバーグとマーク・ラファロなど。
2013年の映画『グランド・イリュージョン』の続編である。

## ストーリー
1年以上の潜伏を経て、フォー・ホースメンが再び動き出す。
今回のターゲットは大手IT企業オクタ社。オクタが主催するイベントを乗っ取り、携帯電話事業に隠された社の陰謀を暴き出すのが目的だ。
ところが、ホースメンが会場に姿を現した時、そのイベントはさらに別の何者かにより乗っ取られてしまう。ホースメンは会場から脱出すべく緊急脱出用シューターに飛び込むが、出た先はなんと遠く離れた中国・マカオ。
困惑するホースメンの前に、死亡したはずのオクタ社の共同経営者ウォルターが現れ、ある取引を持ち掛けた。

## キャスト
※括弧内は日本語吹替

### フォー・ホースメン
J・ダニエル・アトラス
演 - ジェシー・アイゼンバーグ（武藤正史）
マジシャン。“フォー・ホースメン”のリーダー格。
メリット・マッキニー
演 - ウディ・ハレルソン（内田直哉）
メンタリスト。“フォー・ホースメン”の一員。
ジャック・ワイルダー
演 - デイヴ・フランコ（細谷佳正）
カードマジシャン。“フォー・ホースメン”の一員。
ルーラ
演 - リジー・キャプラン（清水理沙）
イリュージョニスト。“フォー・ホースメン”の新メンバー。

### その他
ディラン・ローズ
演 - マーク・ラファロ（宮内敦士）
FBIの特別捜査官。
幼少期のディラン
演 - ウィリアム・ヘンダーソン
ウォルター・メイブリー
演 - ダニエル・ラドクリフ（小野賢章）
天才エンジニア。
リー
演 - ジェイ・チョウ（森田成一）
ナタリー・オースティン
演 - サナ・レイサン（藤田奈央）
アーサー・トレスラー
演 - マイケル・ケイン（糸博）
サディアス・ブラッドリー
演 - モーガン・フリーマン（坂口芳貞）
チェイス・マッキニー
演 - ウディ・ハレルソン（内田直哉）
メリットの双子の弟。
コーワン
演 - デヴィッド・ウォーショフスキー（ふくまつ進紗）
ブブ
演 - ツァイ・チン
ライオネル・シュライク
演 - リチャード・ラング
アレン・スコット＝フランク
演 - ヘンリー・ロイド＝ヒューズ

## 作品の評価
Rotten Tomatoesによれば、200件の評論のうち高評価は34%にあたる67件で、平均点は10点満点中4.9点、批評家の一致した見解は「『グランド・イリュージョン 見破られたトリック』は、前作よりもさらに多くの紆余曲折を詰め込んではいるが、結局のところ、袖に隠しているものはさらに少なくなっている。」となっている。
Metacriticによれば、33件の評論のうち、高評価は10件、賛否混在は15件、低評価は8件で、平均点は100点満点中46点となっている。

## スピンオフの構想
2016年7月、ライオンズゲートがジェイ・チョウ演じるリーを主人公にしたスピンオフ映画を製作する意向であると報じられた。